# Opština Kočani
Die Opština Kočani (mazedonisch Општина Кочани) ist eine der 80 Opštini Nordmazedoniens. Sie liegt im Osten des Landes und hat 31.602 Einwohner (Stand: 2021). Ihr Verwaltungssitz befindet sich in der Stadt Kočani.

## Geographie
Die Opština grenzt im Nordosten an die Opština Makedonska Kamenica, im Südosten an Vinica, im Süden an Zrnovci, im Südwesten an Češinovo-Obleševo, im Westen an Probištip und im Norden an Kriva Palanka. In der Opština herrscht Kontinentalklima. Kočani liegt rund 450 Meter über dem Meeresspiegel. In der Opština befindet sich der Berg Ogosevo mit 2252 Meter Höhe.

## Gliederung
Die Opština umfasst 28 Ortschaften: die Stadt Kočani und die Dörfer Beli, Bezikovo, Crvena Niva, Dolni Podlog, Dolno Gradče, Glavovica, Gorni Podlog, Gorno Gradče, Grdovci, Jastrebnik, Kostin Dol, Leški, Mojanci, Nebojani, Nivičani, Novo Selo, Orizari, Pantelej, Pašadžikovo, Polaki, Preseka, Pribačevo, Pripor, Rajčani, Rečani, Trkanje und Vraninci.